# Moldoveni (Ialomița)
Moldoveni es una comuna ubicada en el distrito de Ialomița, Rumania.

## Superficie
Cuenta con una superficie de 25,37 kilómetros cuadrados.

## Demografía
Hasta 2021 la población era de 1143 habitantes, con una densidad de población de 45,05 habitantes por kilómetro cuadrado.